# Trentepohlia (Mongoma) vitiana
Trentepohlia (Mongoma) vitiana is een tweevleugelige uit de familie steltmuggen (Limoniidae). De soort komt voor in het Australaziatisch gebied.